# MChat
mChat — бесплатный (freeware) многоязычный клиент для работы с мгновенными сообщениями для платформы PocketPC с поддержкой плагинов, использующий .NET Compact Framework.
В настоящее время проект переименован в Sm@per и активно развивался, впоследствии был куплен компанией Mail.ru
mChat поддерживает работу с протоколами OSCAR (ICQ), MSN, Jabber и Mail.ru Агент.
Программа поддерживает плагины, работу с контакт-листом, работу с офлайн-сообщениями, поиск контактов. Имеется антиспам-фильтр, поддержка смайлов.
Разработчик программы: Артём Казаков. С марта 2008 года программа выпускается в рамках проекта smape.com под названием Smaper (Sm@peR). Нумерация версий начата с первой (1.00).

## gsICQ
Автором программы mChat также выпускалось приложение gsICQ, основанное на «облегчённом» исходном коде mChat. В отличие от последнего, gsICQ поддерживает только один протокол (ICQ) и не поддерживает плагины. Последняя версия gsICQ — 2.0.0.11.

## Системные требования
- Операционная система: Windows Mobile 2003/2003SE/5/6 (кроме смартфонов на базе Windows Mobile for Smartphone)
- Установленный Microsoft .NET Compact Framework 2.0